# Shaquille Quarterman
Shaquille Quarterman (Orange Park, Florida, 28 de octubre de 1997) es un jugador profesional estadounidense de fútbol americano que se desempeña en la posición de linebacker en Jacksonville Jaguars, equipo de la National Football League (NFL).

## Carrera
Fue seleccionado en la cuarta ronda en la Reunión Anual de Selección de Jugadores de la NFL de 2020. Hizo su debut profesional con el equipo Jacksonville Jaguars, donde lleva jugando cuatro temporadas.